# Paula Freitas
Paula Freitas is een gemeente in de Braziliaanse deelstaat Paraná. De gemeente telt 5.751 inwoners (schatting 2009).
De plaats ligt aan de rivier de Iguaçu.

## Aangrenzende gemeenten
De gemeente grenst aan Paulo Frontin, União da Vitória, Canoinhas (SC), Irineópolis (SC) en Porto União (SC).

## Verkeer en vervoer
De plaats ligt aan de weg BR-153/BR-476/PR-153/PR-281.